# GMS
«Система глобальных средств массовой информации» («Global Media Systems», сокр. «GMS», оригинальные передачи выпускались под заголовками "Телеканал «GMS») — акционерное общество, осуществлявшее выпуск передач во время дневного перерыва и после окончания передач на частотах «1-го канала Останкино» в некоторых регионах России в 1994—1995 годах. По версии самих РГТРК «Останкино» и «GMS», в данный отрезок вещание осуществляла сама РГТРК «Останкино» «вне бюджетных средств» для зрителей Москвы, Санкт-Петербурга и некоторых других городов, в ходе которого предлагались программы для негосударственных вещательных телекомпаний (вещание нередко велось сразу под логотипами 1-го канала Останкино и GMS).

## История
С августа 1993 года РГТРК «Останкино» стала получать всё больше средств от коммерческой деятельности (инвестиций и рекламной деятельности). Однако объёмы бюджетного финансирования телерадиокомпании продолжали сокращаться: из требовавшихся в 1994 году 943 миллиардов Государственной Думой было утверждено 508, а выделено 453. В результате к февралю 1994 года у РГТРК «Останкино» (как и у ВГТРК) образуется задолженность перед государственными предприятиями связи (на 1 января 1996 года она составляла 412 миллиардов рублей, при этом, по словам заместителя Председателя РГТРК «Останкино», существовало распоряжение правительства от 22 ноября 1993 года, по которому Министерству финансов поручалось ликвидировать задолженность, которое им самим не было выполнено), что вызывает 10 февраля 1994 года забастовку связистов с прекращением трансляции передач (кроме информационных) обеих вещательных организаций в 45 субъектах РФ. Ещё в 1993 году планировалось введение платы за публикацию передач — «Останкино» являлось обладателем имущественных прав на все передачи и фильмы, произведённые как Гостелерадио СССР и её дочерними организациями вроде ТО «Экран», так и прочими организациями по их заказу. Выход сотрудниками телерадиокомпании виделся в создании контролируемых телерадиокомпанией торговых домов. Спрос на старые фильмы и передачи телерадиокомпании показали итоги телерынка в Канне в 1993 году, на котором в очередной раз был продан цикл мультипликационных телефильмов «Приключения кота Леопольда». Так, Ирена Лесневская утверждала:
…Если поставить все на нормальные экономические рельсы, телевидение обязано стать прибыльным. Есть музыкальные архивы, есть старые передачи, фильмы. Из этого можно делать деньги. Во всём мире растет интерес к ретро. Каким успехом пользуется показ старых программ на НТВ! Этим надо заниматься. Поставить на коммерческую основу выпуск избранных передач и продавать кабельным сетям. Договориться с ближним зарубежьем о покупке ими программ на русском языке для миллионов русскоязычных. А двум владельцам компаний легче договориться, чем, скажем, Ельцину с Кравчуком. 
Намного позднее по словам Григория Шевелёва, единственной возможностью для телерадиокомпании могла бы стать продажа произведённых за счёт государственного финансирования передач региональным и кабельным каналам (по схеме, аналогичной той, по которой работает американская компания PBS). К тому времени РГТРК «Останкино» осуществляла снабжение архивными передачами и фильмами (7 мая 1992 года телерадиокомпании был передан Гостелерадиофонд) различные частные телеорганизации — АК «Акцепт» (осуществляла выпуск передач по телепрограмме «М-49»), МНВК (ТВ-6).
С 1 сентября 1992 года дневные перерывы на 1-м канале Останкино проводились только раз в неделю по понедельникам, по прочим будням с 12:20 до 15:00 транслировалась рубрика «Домосед», состоявшая из повторов научно-популярных и культурно-просветительских программ РГТРК «Останкино» и короткометражных художественных или мультипликационных телефильмов, а после полуночного выпуска новостей также стал показывался повтор художественного телефильма (ранее, с 1 января, в это же время существовала рубрика «Ночное ТВ»). С 4 июля 1994 года, по указанию Министерства финансов, дневные перерывы в вещании стали проводиться по всем будням дням с 11:20 до 16:00. Также, отныне «1-й канал Останкино» не мог завершать вечерний эфир позже 1 часа ночи.
АОЗТ «GMS» было зарегистрировано Московской регистрационной палатой 20 апреля 1994 года со внесением в ЕГРЮЛ. Лицензию на телерадиовещание акционерное общество не имело, за аренду частоты у РГТРК «Останкино» оно должно было бесплатно отдать телерадиокомпании одну минуту рекламного времени. Услуги передающих радиотелецентров должна была оплачивать РГТРК «Останкино», для оплаты своей части эфирного времени акционерное общество передавало телерадиокомпании необходимую сумму. Подготовку передач для GMS осуществляла преимущественно РГТРК «Останкино» (Студия художественных телефильмов, Студия мультипликационных телефильмов ТО «Экран», ИТА, Студия музыкальных и развлекательных программ и рекламное агентство «Останкино». Ввиду того, что показ большинства передач был повторным, материалы передавались из Гостелерадиофонда, но поставку передач осуществлял специально созданный для этого отдел телерадиокомпании), кроме передачи «Компас GMS», производившейся фирмой «АРС» по заказу самой GMS, техническую часть выпуска передач — Телевизионный технический центр. На оплату услуг передающих радиотелецентров за период с 1 июня 1994 по 1 апреля 1995 года акционерным обществом было перечислено 1,6 миллиарда рублей (по состоянию на 20 июля 1995 года акционерное общество не рассчиталась с телерадиокомпанией за передачи переданные ей на период, начиная с 1 апреля 1995 года, за техническую часть выпуска передач за период с 1 июня 1994 по 1 апреля 1995 года акционерное общество задолжало задолжало телецентру 181,1 тысяч долларов США (без претензий со стороны телецентра), общая сумма ущерба государству от расходов на деятельность АОЗТ «GMS» составила 1,5 миллиона долларов). Согласно изданию «Коммерсантъ», акционерное общество расплачивалось с РГТРК «Останкино» теми средствами, которые она получала непосредственно от рекламного агентства «Premier SV», однако другие источники называют подобную версию только предположением, а рекламу в ряде передач вообще размещали сами тематические студии РГТРК «Останкино». По другим источникам, через генерального директора АО Бориса Карцева, не являвшегося непосредственным акционером GMS, Солнцевская ОПГ получала ежемесячно 1-4 миллионов долларов.
Вещание блоков GMS началось в апреле-мае 1994 года на одной из спутниковых версий «1-го канала Останкино» в ночное время. Длительность блоков составляла от 2,5 до 3 часов, они предлагались для ретрансляции независимым региональным телекомпаниям; в программах передач вещание данных блоков не отражалось.
С 1 августа 1994 года АОЗТ «GMS» стало вещать на месте дневного перерыва «1-го канала Останкино», а также в ночное время, после окончания вещания канала, на частотах в Москве, Московской области, Санкт-Петербурге и Ленинградской области (в ночной эфир GMS изначально выходило только в Санкт-Петербурге, в прочих регионах оно началось только с 23 августа); ночной эфир GMS в ряде источников фигурировал под названием «Москва продлённая». В Санкт-Петербурге с 15 августа GMS стало выходить только в ночной эфир, в дневное время, как и до 1 августа, вещание канала отсутствовало. Со временем география вещания GMS расширялась:
- Ижевск (с 8 августа);
- Ульяновск, Мурманск, Чебоксары (с 15 августа);[47]
- Нальчик, Орёл, Тула (с 22 августа);[48]
- Сочи, Волгоград, Липецк (с 29 августа);
- Тверь, Рязань (с 5 сентября);
- регионы вещания «Орбиты-3»[* 2].

В последние месяцы вечернее вещание «Останкино» могло затягиваться вплоть до 2—3 часов ночи, в связи с чем ночной блок GMS также начинался позже стандартного времени (1:00), а в ночь с субботы на воскресенье вещание GMS могло продолжаться до 5—7 часов утра. С 29 августа в программе появились рекламные блоки (также они имели место в период тестового вещания до лета 1994 года).

### Сетка вещания
Программа «GMS» являлась информационно-художественной: в эфире транслировались преимущественно художественные фильмы из архивов Гостелерадио и повторялись развлекательные программы производства РГТРК «Останкино». Дневная программа «GMS» состояла из:
- коротких 8-минутных выпусков новостей, выходивших на 52-й минуте каждого часа (с 11:52 до 14:52),
- повторного показа одной серии многосерийного художественного телефильма (по пятницам — повтор телеспектакля),
- повторного показа одно- или двухсерийного художественного телефильма[52],
- повторного показа отечественного мультипликационного телефильма,
- рекламных блоков,
- показа телефильмов-концертов.

Ночная программа «GMS» состояла из:
- коротких 8-минутных выпусков новостей, выходивших на 52-й минуте каждого часа (с 1:52 до 3:52; иногда один из ночных выпусков заменялся программой «Nota bene»),
- повторного показа одного художественного телефильма,
- повторного показа одного мультипликационного телефильма,
- рекламных блоков,
- повторного показа музыкальной или развлекательной программы («Вокруг смеха», «Хит-парад Останкино», «50х50», «Смехопанорама», «Золотой шлягер», «Песня года» и «Овация»; в некоторых случаях показывались и премьеры[53][54]).

С 1 по 5 августа 1994 года на GMS транслировались Игры Доброй Воли.
По пятницам в дневном эфире GMS выходила информационно-музыкальная программа «Компас GMS», представлявшая собой анонс программ телеканала на предстоящую неделю, между ними ставились музыкальные клипы, поздравления и тому подобное. Через некоторое время после начала вещания ОРТ была переименована в «Компас ОРТ», однако в ней продолжали анонсироваться преимущественно программы и фильмы GMS. В таком виде программа выходила до 11 августа 1995 года (одновременно с этим повторы отечественных художественных телефильмов исчезли из ночной программы).
9 августа 1994 года был показан пилотный выпуск лотереи «Русское лото» в виде презентации и пробной игры. Его ведущим был организатор концертов и праздничных мероприятий Сергей Дитятев, а гостями выпуска — Филипп Киркоров и Алла Пугачёва. Впоследствии первые тиражи «Русского лото» начали демонстрироваться уже на РТР.
10 октября в рамках «1-го канала Останкино» была восстановлена экономико-просветительская рубрика «Предприниматель», вследствие чего время вещания дневной программы GMS было сокращено до 15:00. 18 октября 1994 года повторный показ телефильма перед выпуском новостей в 14:52 был сокращён, показ телефильма в 12:15 был ещё около 6 октября перенесён на 11:00.

## Закрытие
Изначально, при составлении сетки вещания нового канала ОРТ, вещание в его эфире GMS не предполагалось. 
…Вместо GMS в сетке вещания (вариант Листьева) — «Документальный телесериал», «Зал российских киностудий», «Программа для социально незащищенных», «Программы стран СНГ».

Ночное время также ушло из-под контроля GMS — вместо ретропередач и повторов, которые представляла компания «Ночной кинозал». На экземпляре «сетки» у «Ночного кинозала» чьей-то рукой дописано: «Закупка ВИД». Очень важная пометка! Точно такая же стоит на клетках с понедельника на пятницу возле фильмов, которые планируется показывать с 22:00 (Владимир Белоусов, «Кто убил Влада Листьева?..»).
Однако 1 апреля 1995 года, с началом работы ОРТ (дневной перерыв в его сетке отсутствовал, за исключением регионов вещания «Орбиты-1» и «Орбиты-2», а также Тверской области), GMS продолжило вещать на первой кнопке без собственного оформления и отличительных знаков (логотип ОРТ в часы вещания GMS оставался на экране), а объём его вещания был сокращён до показа одного художественного и нескольких мультипликационных телефильмов в промежутке времени между 12:20 и 14:00 в дневной программе и одного художественного телефильма после полуночи.
В конце весны 1995 года ухудшились отношения между ОРТ и РГТРК «Останкино», продолжавшейся оставаться основным поставщиком программ для GMS, связанное с задолженностью ОРТ перед «Останкино» за произведённые передачи и фильмы (так, «Останкино» сняло для ОРТ один из сезонов телесериала «Мелочи жизни») и к началу октября 1995 года сотрудничество между двумя телекомпаниями сильно сократилось: ОРТ создало собственную производящую телекомпанию «ОРТ-Телефабрика», а премьера фильма «На углу, у Патриарших», который был снят РГТРК «Останкино», состоялась не на ОРТ, а на НТВ.
6 октября вышел указ Президента РФ, предусматривающий ликвидацию РГТРК «Останкино», а 12 октября — постановление Правительства РФ, запустившее процесс ликвидации телерадиокомпании, 25 октября — приказ ФСТР «О мероприятиях по ликвидации РГТРК «Останкино», в марте 1996 года были ликвидированы все её тематические студии, 17 июля 1997 года её программы и фильмы перешли к Государственному фонду телевизионных и радиопрограмм, таким образом, GMS осталась без основного источника передач (авторские права на её программы, фильмы, сериалы и мультфильмы были переданы Государственному фонду телевизионных и радиовещательных программ, который получил статус государственного учреждения, а учредителем которого было объявлено Правительство РФ). Единственным пережитком GMS на ОРТ был регулярный показ советских художественных телефильмов на телеканале по будням в промежутке времени между 13:00 и 14:00, который с 24 сентября 2001 года был прекращён (при этом ещё несколько лет в это время показывали вперемешку как художественные кино-, так и телефильмы). Показ мультипликационных телефильмов в дневной программе был сокращён ещё 2 октября 1995 года, время с 12:20 до 12:50 было передано МТРК «Мир», а сам дневной показ художественного телефильма был перенесён на 12:50.
АОЗТ «GMS» было исключено из ЕГРЮЛ 31 января 2017 года.

## Похожие телекомпании
- Телекомпания «Эра» с 2001 по 2017 год вещала на частотах «Первого национального телеканала» (Украина) в утреннее и ночное время.
- Во время ночных перерывов в вещании (после 2:00) на спутниковых версиях телеканалов «РТР» (ныне «Россия-1»), «ТВ-6» и «2x2» с 1993 по 1997 год велась трансляция блоков программ «Международной ассоциации радио и телевидения». На телеканале транслировались программы различных региональных телекомпаний, которые, как и в случае с «GMS», также предлагались другим региональным телекомпаниям. В 1998 году МАРТ ушла с частот РТР, создав собственный спутниковый телеканал «АРТ-Телесеть», просуществовавший до апреля 2003 года.